# Мхитар Айриванеци
Мхита́р Айриванеци́ или Мхитар Ереванци, (арм. Մխիթար Այրիվանեցի; даты рождения и смерти неизвестны) — армянский историк, книжник, поэт, педагог XIII века.

## Биография
Родился в Ереване. В 1267—1270 годах стал известным своей научно-педагогической деятельностью. С 1279 года был руководителем высшей школы Айриванка, совместно занимаясь религиозно-культурными центрами князей Прошян в Танаате, Скхунике и др. местах.

## Труды
Большую  ценность представляет его «Хронографическая история» или «История Армении», в которой автор излагает историю Армении вплоть до 1289 года. "Хронографическая история" представляет собой большую научную ценность многими уникальными сведениями, оригинальные источники которых до современного времени не сохранились. В начале труда приведены подробности истории грузин, кавказских албан, греков, персов, сельджуков, татар (в том числе хронологические списки правителей, духовных предводителей и т. д.).
Является автором житий Степаноса Сюнеци и Алексианоса, многочисленных поэтических произведений, включая 21 гандза, 4 тага, акростихов и т. д.. В них часто описываются также разные исторические события времени.
Один из наиболее ценных трудов Айриванеци — научный сборник «Чаринтир» (написан в Айриванке в 1283 году), в котором описываются более 100 книг предназначенных для студентов высших школ эпохи. В «Чаринтире» полностью приведены оригинальные версии 43 наименований трудов более 13 армянских и других учёных.
Написал также музыку для своих стихотворений.

## Переводы
- ХРОНОГРАФИЧЕСКАЯ ИСТОРИЯ[5][6], пер. К. Патканова, 1869[7]
  - Мхитар Айриванкский (Айриванеци), Хронографическая история, Директ-Медиа, 2010, ISBN 9785998966262[8], Текст приводится по изданию: Хронографическая история, составленная отцом Мехитаром, вардапетом Айриванкским: Пер. К. Патканова. — СПб., 1869.

## Сочинения
- История Армении Мхитара Айриванеци. Издал Мкртыч Эмин. (Մխիթարայ Այրիվանեցւոյ Պատմութիւն հայոց: Ի լոյս ընծայեաց Մկրտիչ Էմին:). Москва, 1860 г. (на арм. яз).

- Мхитар Айриванеци, Духовные песни (Մխիթար Այրիվանեցի, Գանձեր և տաղեր). – Подготовка текста, предисловие и комментарии Элеоноры Арутюнян. – Ер.: Изд-во Наири, 2005. – 256 с., илл. (на арм. яз.)

- Хронографическая история Мхитара Айриванеци. Издал К.<еропе> П.<атканян>.(Մխիթարայ Այրիվանեցւոյ Պատմութիւն ժամանակագրական: Ի լոյս ընծայեաց Ք. Պ.). СПб, 1867 г. (на арм. яз.).